# Effet test
 (décembre 2017).
Si vous disposez d'ouvrages ou d'articles de référence ou si vous connaissez des sites web de qualité traitant du thème abordé ici, merci de compléter l'article en donnant les références utiles à sa vérifiabilité et en les liant à la section « Notes et références ».
L'effet test est le phénomène selon lequel la mémorisation est supérieure lorsqu'une partie du temps d'apprentissage est consacrée à retrouver de mémoire l'information par des tests, plutôt qu'à simplement la relire. La révision active est la méthode d'apprentissage qui en découle.
Les cartes mémoire sont une application de l'effet test et peuvent être utilisées dans l'apprentissage. Elles permettent à l'apprenant de comparer, pour chaque couple question-réponse, sa réponse avec la bonne réponse : ce feedback est un élément important de la méthode.
L'effet test est combiné avec l'effet d'espacement par les logiciels de répétition espacée, comme Anki ou SuperMemo.
Différentes modalités de tests existent. Les questions-réponses et les textes à trous sont fréquemment utilisés.